# Helena Kružíková
Helena Kružíková (17. listopadu 1928 Třebíč – 3. března 2021) byla česká herečka.

## Život
Po dvouletém studiu na brněnské konzervatoři přešel v roce 1948 celý studijní ročník na nově zřízenou Janáčkovu akademii múzických umění. Studium činoherního herectví na Divadelní fakultě Janáčkovy akademie múzických umění ukončila v roce 1951 jako jedna z jejích prvních absolventek. Na podzim 1950 nastoupila první angažmá v Městském oblastním divadle Český Těšín, od sezony 1951/1952 byla po celou dobu své profesní kariéry přední členkou činoherního souboru Státního divadla v Brně (dnes Národní divadlo Brno). Naposledy hrála v roce 1990.
Na mateřské scéně vynikla v tragických i tragikomických postavách českého i světového repertoáru, od počátku svého brněnského působení úspěšně spolupracovala s krajskými studii Československého rozhlasu (herečka, recitátorka, moderátorka) a Československé televize, kde vedle dramatických rolí osvědčila své schopnosti i v řadě jiných pořadů, nejčastěji jako konferenciérka. Uplatnění našla také ve filmu, v roce 1998 jí byla udělena Cena Františka Filipovského za celoživotní mistrovství v dabingu.
V letech 1974–1991 vyučovala herectví na hudebně dramatickém oddělení Konzervatoře Brno.
V roce 2019 obdržela Cenu Thálie za celoživotní mistrovství v oboru činohra. V roce 2020 byla oceněna Cenou města Třebíče.

## Divadelní role, výběr

### Těšínské divadlo
- 1951 Alexej Nikolajevič Arbuzov: Daleká cesta, (ve zdrojovém materiálu role neuvedena), režie Josef Karlík[7]

### Státní divadlo v Brně
- 1951 N. V. Gogol: Revizor, Marja Antonovna, dcera direktorova, režie Zdeněk Míka
- 1951 J. K. Tyl: Strakonický dudák, Bělena (alternace Libuše Víšková), režie Milan Pásek (v dalších nastudováních: 1962 Rosava, režie Evžen Sokolovský; 1984 Gulinari, režie Zdeněk Kaloč)
- 1952 Heinrich von Kleist: Rozbitý džbán, Líza, režie Jan Grossman
- 1953 L. N. Tolstoj: Anna Kareninová, dáma, režie Martin Růžek (v nastudování O. Ševčíka z roku 1987 obsazena do role Lydie Ivanovny)
- 1954 A. Jirásek: Lucerna, Hanička, režie Aleš Podhorský (v nastudování režiséra Evalda Schorma z roku 1974 obsazena do role kněžny)
- 1955 W. Shakespeare: Zkrocení zlé ženy, Kateřina, režie Aleš Podhorský (ve stejné roli v nastudování režiséra Aloise Hajdy z roku 1967)
- 1956 P. Karvaš: Pacient stotřináct, Hanka Jancová (alternace Vlasta Fialová), režie František Šlégr
- 1957 Boris Andrejevič Lavreněv: Přelom, Taťána (alternace Miroslava Jandeková), režie Aleš Podhorský
- 1958 Anonym: Dubrovnická maškaráda, Vesela, služka, režie Marko Fotez
- 1958 Bratři Čapkové: Ze života hmyzu, Iris, režie Aleš Podhorský
- 1959 W. Shakespeare: Večer tříkrálový, Viola (alternace Jana Kuršová-Kalášková), režie Aleš Podhorský
- 1959 V. Nezval: Dnes ještě zapadá slunce nad Atlantidou, Kleito, milenka vladařova (alternace Stanislava Strobachová), režie Miloš Hynšt
- 1959 W. Shakespeare: Macbeth, lady Macbeth (alternace Jarmila Lázničková), režie Rudolf Jurda
- 1960 V. Blažek: Příliš Štědrý večer, mladá žena, režie Rudolf Jurda
- 1961 B. Brecht: Kavkazský křídový kruh, Agronomka; Gruša (alternace Vlasta Fialová, Jana Kuršová-Kalášková), režie Evžen Sokolovský
- 1961 G. B. Shaw: Pygmalion, Líza Doolittlová (alternace Vlasta Fialová), režie Rudolf Jurda (v dalším nastudování režiséra Jaromíra Roštínského z roku 1983 obsazena do role paní Higginsové)
- 1962 Aischylos: Oresteia, Pallas Athéna, bohyně, režie Miloš Hynšt
- 1963 P. Karvaš: Jizva, Magda, režie Alois Hajda
- 1964 B. Brecht: Matka Kuráž a její děti, Katrin, dcera Kuráže, režie Miloš Hynšt
- 1965 Bratři Čapkové: Adam Stvořitel, Eva (alternace Libuše Geprtová), režie Miloš Hynšt
- 1966 F. Dürrenmatt: Návštěva staré dámy, Klára Zachanasjanová (alternace Vlasta Fialová), režie Alois Hajda
- 1967 Roman Brandstaetter: Rembrandt neboli Návrat syna marnotratného, Saskia, režie Zdeněk Kaloč
- 1968 Marin Držić: Dundo Maroje, Laura, římská kurtizána, režie Rudolf Jurda
- 1969 N. R. Nash: Obchodník s deštěm, Líza Curryová, režie Jaroslav Horan
- 1970 T. Williams: Vytetovaná růže, Serafina delle Rosová (alternace Vlasta Fialová), režie Miloš Horanský
- 1971 B. Němcová, Ludmila Bařinková a Jaroslav Horan (dramatizace): Babička, paní kněžna, režie Jaroslav Horan
- 1972 Ferdinand Bruckner: Alžběta Anglická, hlavní role (alternace Vlasta Fialová, Helena Trýbová), režie Evald Schorm
- 1972 M. Horníček: Rozhodně nesprávné okno, žena, režie Ján Roháč
- 1973 J. Drda: Dalskabáty, hříšná ves aneb Zapomenutý čert, Majdaléna Pučálková, režie Pavel Hradil
- 1975 A. P. Čechov: Racek, Irina Nikolajevna Arkadinová, režie Zdeněk Kaloč
- 1976 D. Diderot: Jeptiška, paní Simoninová, režie Lída Engelová
- 1977 Grigorij Gorin: Thyl Ulenspiegel, paní Stevenynová, režie Pavel Hradil
- 1978 J. Jílek: Dvojitý tep srdce, Jeřábková, režie Miroslav Horníček
- 1979 J. Heller: Hlava XXII, Natelyho matka, režie Pavel Rímský
- 1979 A. N. Ostrovskij: Výnosné místo, Felisata Kukuškinová, režie Ivan Balaďa
- 1981 G. Preissová: Gazdina roba, Mešjanovka (alternace Vlasta Fialová), režie Zdeněk Kaloč
- 1982 J. Drda: Hrátky s čertem, Belial, režie Jaromír Roštínský
- 1983 Bratři Mrštíkové: Maryša, Lízalka, režie Alois Hajda
- 1984 J. K. Tyl: Fidlovačka, vdova Klinkáčková (alternace Olga Haasová), režie Jaromír Roštínský
- 1985 K. Čapek: Matka, titulní role (alternace Jana Hlaváčková), režie Jaromír Roštínský
- 1986 A. N. Ostrovskij: Les, Ulita, režie Zdeněk Kaloč
- 1987 John Guare: Dům z modrého listí, představená, režie Zdeněk Kaloč
- 1988 J. Zeyer: Radúz a Mahulena, královna Nyola (alternace Ludmila Slancová), režie Václav Věžník
- 1989 John Mortimer: Já, Claudius, Livie (alternace Vlasta Fialová), režie Oto Ševčík
- 1990 Grigorij Gorin: Tovje vdává dcery, Menachemova matka, režie Zdeněk Kaloč

## Filmografie

### Film
- 1953 Olověný chléb (Marie)
- 1953 Přicházejí ze tmy (Krista)
- 1957 Škola otců (Kotačková)
- 1964 První den mého syna (Koubová, Žluťáskova matka)
- 1964 Vysoká zeď (matka)
- 1975 Plavení hříbat (Adámková, Vincova matka)

### Televize
- 1963 Zmoudření dona Quijota (TV divadelní představení)
- 1964 Nebožtík Nasredin (TV divadelní představení)
- 1964 Vdova Capetová (TV inscenace)
- 1968 Josefina (TV inscenace)
- 1969 Já jsem Osango (TV inscenace)
- 1969 Paradajs (TV film)
- 1972 Uprostřed babího léta ve stepi zahoukal vlak (TV inscenace)
- 1973 Čierne ovce (TV inscenace)
- 1973 Kouzelný hrášek (TV inscenace)
- 1975 Měsíční víla (TV film)
- 1975 Slovácko sa nesúdí (TV seriál)
- 1976 Racek (divadelní záznam)
- 1979 Školní večírek (TV inscenace)
- 1980 O Stehlíkovi a Juliánce (TV inscenace)
- 1982 Období digitální (TV inscenace)
- 1986 Třetí sudička (TV film)
- 1993 O poklad Anežky České (TV pořad)
- 2011 Tchyně a uzený (TV film)
- 2012 Setkání s hvězdou (TV cyklus)